# Microlaemus piceicollis
Microlaemus piceicollis là một loài bọ cánh cứng trong họ Laemophloeidae. Loài này được Lea miêu tả khoa học năm 1910.